# Joan Crawford
Lucille Fay Le Sueur, més coneguda com a Joan Crawford (San Antonio, Texas, 23 de març de 1904 - Nova York, 10 de maig de 1977), fou una actriu estatunidenca, considerada com un dels mites del Setè Art.

## Biografia
Provenia d'una família modesta. El seu pare, Thomas Le Sueur, d'origen francocanadenc, va abandonar la família quan Crawford tenia deu mesos. Després, la seva mare, Anna Bell, d'origen suec, va contreure matrimoni en segones núpcies amb Henry Cassin, empresari de teatre, el que va millorar ostensiblement l'economia i la vida de la petita Lucille.
El 1915 ja exercia de cambrera en un hotel de Kansas City (Missouri), compaginant-ho amb els seus estudis a St. Agnes Convent, més tard a la Rockingham School i finalment en el Stephen College de Columbia (Missouri), on va aprendre a ballar; el ball va ser la seva primera vocació, malgrat que va patir un accident que li va afectar les cames. El 1921 va debutar en el cor de la revista de Katherine Emerine, també a Kansas City.
El 1925 va guanyar un concurs de dansa que va facilitar el seu llançament com a actriu per la Metro-Goldwyn-Mayer, al principi únicament com a doble de Norma Shearer. La seva primera pel·lícula d'èxit va arribar amb Com les papallones. El seu matrimoni amb Douglas Fairbanks Jr. va impulsar a més la seva carrera.
Després de quatre films va canviar el seu nom a Joan Crawford. Durant tota la dècada dels 30 va ser una de les estrelles més populars de la Metro fent en moltes ocasions parella amb Clark Gable i participant en destacats títols com Possessed (1931) de Clarence Brown, Grand Hotel (1932) d'Edmund Goulding, Chained (1934) de Brown o The Women (1939) de George Cukor. Amb Gable compartiria cartell ni més i ni menys que en vuit ocasions. L'última seria en Strange Cargo (1940) de Frank Borzage.
A partir de 1944, abandona la Metro i treballa alternativament en diverses productores sense arribar a lligar-se a cap: la Warner Brothers, la Columbia i, al final de la seva carrera, la RKO. Les seves pel·lícules més importants en aquesta etapa van ser A Woman's Face (1941) de Cukor, Per damunt de la sospita (1943) de Richard Thorpe, Mildred Pierce (1945) dirigida per Michael Curtiz, Humoresque (1946) de Jean Negulesco, Possessed (1947) de Curtis Bernhardt i Flamingo Road (1949) de Michael Curtiz. Per la seva actuació a Mildred Pierce rebria l'Oscar a la millor actriu.
Joan Crawford es va casar en cinc ocasions. La primera el 1924 amb James Welton, en un casament que només va durar un any, tot i que aquest suposat matrimoni mai no fou esmentat en la vida posterior per Crawford. La segona amb l'actor Douglas Fairbanks, Jr., el 1929 per divorciar-se el maig de 1933. Junts havien protagonitzat Our Modern Maidens (1929). Es va casar en tres ocasions més, amb Franchot Tone, Philip Terry i Alfred Steele, aquest últim president de Pepsi-Cola, qui, en morir, va deixar a Joan com a membre de la junta directiva de l'esmentada empresa. El seu declivi va començar a fer-se més notori en el cinema i es va anar dedicant cada vegada més als negocis. Com a dona madura va tornar a les pantalles per encarnar dones perverses, papers en els quals sempre va estar molt a gust.

Pel que fa a la seva carrera cinematogràfica en aquesta dècada, Crawford abandonaria la Warner el 1951 i aconseguiria en una època d'alts i baixos comercials els seus majors èxits amb films de l'estil de The Damned Don't Cry! (1950) de Vincent Sherman, L'abella reina (1955) de Ranald MacDougall, The Best of Everything (1959) de Jean Negulesco i sobretot, Johnny Guitar (1954) dirigida per Nicholas Ray i coprotagonitzada per Sterling Hayden, que va dir sobre Joan recalcant el seu fort caràcter:
| «                 | No hi ha prou diners a Hollywood perquè em decideixi a tornar a treballar al costat de Joan. I m'agraden els diners! | » |
| — Sterling Hayden | |   |

Les seves ocupacions empresarials, religioses (es va introduir a l'Església de la Cienciologia als anys setanta) i l'alcoholisme van fer que a poc a poc Joan Crawford s'anés allunyant del cinema. L'últim film destacat de Joan va ser Què se n'ha fet, de Baby Jane? (1962), una gran pel·lícula de Robert Aldrich en la qual apareixia per primera vegada amb una de les seves màximes rivals (es tenien un odi mutu) dins i fora de la pantalla, Bette Davis. És famosa la frase de Bette sobre Joan: 
| «             | Va anar al llit amb totes les estrelles masculines de la Metro, excepte amb Lassie | » |
| — Bette Davis |                                                                                    |   |

Altres films de l'època van ser El cas de Lucy Harbin (Strait-Jacket, 1964) i Jugant amb la mort (1965), els dos dirigits per William Castle. Després de Trog (1970) de Freddie Francis es va retirar definitivament de la pantalla gran.
No va tenir fills propis, però sí adoptats, i van ser molt famoses les acusacions de maltractament psicològic que va denunciar després de la seva mort una d'elles, Christina, a la que Joan no havia deixat res al seu testament, igual com al seu altre fill Christopher. Tampoc no va ser gaire generosa amb els seus altres fills adoptius, als quals va cedir únicament del seu milionari compte 155.000 dòlars a repartir.
Joan Crawford va morir d'un infart de miocardi el 10 de maig de 1977 a la ciutat de Nova York. Tenia 73 anys.

## Filmografia

### Cinema mut
| Any  | #  | Títol                     | Rol                     | Notes                          |
| ---- | -- | ------------------------- | ----------------------- | ------------------------------ |
| 1925 | 1  | Lady of the Night         | Doble de Norma Shearer  | No surt als crèdits            |
| 1925 | 2  | Proud Flesh               | Noia de San Francisco   | No surt als crèdits            |
| 1925 | 3  | A Slave of Fashion        | Model                   | No surt als crèdits            |
| 1925 | 4  | The Merry Widow           | Ballarina               | No surt als crèdits            |
| 1925 | 5  | Pretty Ladies             | Bobby                   | Acreditada com Lucille LeSueur |
| 1925 | 6  | The Circle                | Lady Catherine, de jove | No surt als crèdits            |
| 1925 | 7  | The Midshipman            | Extra                   | No surt als crèdits            |
| 1925 | 8  | Old Clothes               | Mary Riley              | Acreditada com Lucille LeSueur |
| 1925 | 9  | The Only Thing            | Convidada festa         | No surt als crèdits            |
| 1925 | 10 | Sally, Irene and Mary     | Irene                   |                                |
| 1926 | 11 | Tramp, Tramp, Tramp       | Betty Burton            |                                |
| 1926 | 12 | The Boob                  | Jane                    |                                |
| 1926 | 13 | Paris                     | Noia                    |                                |
| 1927 | 14 | Winners of the Wilderness | René Contrecoeur        |                                |
| 1927 | 15 | The Taxi Dancer           | Joslyn Poe              |                                |
| 1927 | 16 | The Understanding Heart   | Monica Dale             |                                |
| 1927 | 17 | The Unknown               | Estrellita              |                                |
| 1927 | 18 | Twelve Miles Out          | Jane                    |                                |
| 1927 | 19 | Spring Fever              | Allie Monte             |                                |
| 1928 | 20 | West Point                | Betty Channing          |                                |
| 1928 | 21 | The Law of the Range      | Betty Dallas            |                                |
| 1928 | 22 | Rose Marie                | Rose Marie              |                                |
| 1928 | 23 | Across to Singapore       | Priscilla Crowninshield |                                |
| 1928 | 24 | Four Walls                | Frieda                  |                                |
| 1928 | 25 | Our Dancing Daughters     | Diana Medford           |                                |
| 1928 | 26 | Dream of Love             | Adrienne Lecouvreur     |                                |
| 1929 | 27 | The Duke Steps Out        | Susie                   |                                |
| 1929 | 28 | Tide of Empire            | Josephita Guerrero      |                                |
| 1929 | 29 | Our Modern Maidens        | Billie Brown            |                                |

### Cinema sonor
| Any  | #  | Títol                                                             | Paper                                   | Notes                                                                                     |
| ---- | -- | ----------------------------------------------------------------- | --------------------------------------- | ----------------------------------------------------------------------------------------- |
| 1929 | 28 | The Hollywood Revue of 1929                                       | Specialty                               | En color, cantant, ballant, i formant part d'un casting amb la cançó Singin' in the Rain  |
| 1929 | 29 | Untamed                                                           | Alice "Bingo" Dowling                   |                                                                                           |
| 1930 | 30 | Montana Moon                                                      | Joan Prescott                           |                                                                                           |
| 1930 | 31 | Our Blushing Brides                                               | Gerry Marsh                             |                                                                                           |
| 1930 | 32 | Paid                                                              | Mary Turner                             |                                                                                           |
| 1931 | 33 | Dance, Fools, Dance                                               | Bonnie Jordan                           |                                                                                           |
| 1931 | 34 | Laughing Sinners                                                  | Ivy Stevens                             |                                                                                           |
| 1931 | 35 | This Modern Age                                                   | Val Winters                             |                                                                                           |
| 1931 | 36 | Possessed                                                         | Marian Martin                           |                                                                                           |
| 1932 | 37 | Grand Hotel                                                       | Flaemmchen                              |                                                                                           |
| 1932 | 38 | Letty Lynton                                                      | Letty Lynton                            |                                                                                           |
| 1932 | 39 | Rain                                                              | Sadie Thompson                          |                                                                                           |
| 1933 | 40 | Today We Live                                                     | Diana "Ann" Boyce-Smith                 |                                                                                           |
| 1933 | 41 | Ànima de ballerina                                                | Janie "Duchess" Barlow                  |                                                                                           |
| 1934 | 42 | Sadie McKee                                                       | Sadie McKee Brennan                     |                                                                                           |
| 1934 | 43 | Chained                                                           | Diane Lovering, també anomenada "Dinah" |                                                                                           |
| 1934 | 44 | Forsaking All Others                                              | Mary Clay                               |                                                                                           |
| 1935 | 45 | No More Ladies                                                    | Marcia Townsend                         |                                                                                           |
| 1935 | 46 | I Live My Life                                                    | Kay Bentley                             |                                                                                           |
| 1936 | 47 | The Gorgeous Hussy                                                | Margaret O'Neal "Peggy" Eaton           |                                                                                           |
| 1936 | 48 | Love on the Run                                                   | Sally Parker                            |                                                                                           |
| 1937 | 49 | The Last of Mrs. Cheyney                                          | Fay Cheyney                             |                                                                                           |
| 1937 | 50 | The Bride Wore Red                                                | Anni Pavlovitch                         |                                                                                           |
| 1937 | 51 | Mannequin                                                         | Jessica Cassidy                         |                                                                                           |
| 1938 | 52 | The Shining Hour                                                  | Olivia Riley                            |                                                                                           |
| 1939 | 53 | Ice Follies of 1939                                               | Mary McKay, a.k.a Sandra Lee            |                                                                                           |
| 1939 | 54 | The Women                                                         | Crystal Allen                           |                                                                                           |
| 1940 | 55 | Strange Cargo                                                     | Julie                                   |                                                                                           |
| 1940 | 56 | Susan and God                                                     | Susan Trexel                            |                                                                                           |
| 1941 | 57 | A Woman's Face                                                    | Anna Holm                               |                                                                                           |
| 1941 | 58 | When Ladies Meet                                                  | Mary Howard                             |                                                                                           |
| 1942 | 59 | Tots besaven la núvia (They All Kissed the Bride)                 | Margaret Drew                           |                                                                                           |
| 1942 | 60 | Reunion in France                                                 | Michelle de la Becque                   |                                                                                           |
| 1943 | 61 | Per damunt de la sospita (Above Suspicion)                        | Frances Myles                           |                                                                                           |
| 1944 | 62 | Hollywood Canteen                                                 | Ella mateixa                            |                                                                                           |
| 1945 | 63 | Mildred Pierce                                                    | Mildred Pierce                          | Oscar a la millor actriu                                                                  |
| 1946 | 64 | Humoresque                                                        | Helen Wright                            |                                                                                           |
| 1947 | 65 | Amor que mata (Possessed)                                         | Louise Howell Graham                    | Nominació − Oscar a la millor actriu                                                      |
| 1947 | 66 | Daisy Kenyon                                                      | Daisy Kenyon                            |                                                                                           |
| 1949 | 67 | Flamingo Road                                                     | Lane Bellamy                            |                                                                                           |
| 1949 | 68 | It's a Great Feeling                                              | Ella mateixa                            |                                                                                           |
| 1950 | 69 | The Damned Don't Cry!                                             | Ethel Whitehead                         |                                                                                           |
| 1950 | 70 | L'envejosa (Harriet Craig)                                        | Harriet Craig                           |                                                                                           |
| 1951 | 71 | Goodbye, My Fancy                                                 | Agatha Reed                             |                                                                                           |
| 1952 | 72 | This Woman is Dangerous                                           | Beth Austin                             |                                                                                           |
| 1952 | 73 | Sudden Fear                                                       | Myra Hudson                             | Nominació − Oscar a la millor actriu Nominació − Globus d'Or a la millor actriu dramàtica |
| 1953 | 74 | Torch Song                                                        | Jenny Stewart                           |                                                                                           |
| 1954 | 75 | Johnny Guitar                                                     | Vienna                                  |                                                                                           |
| 1955 | 76 | Dones a la platja (Female on the Beach)                           | Lynn Markham                            |                                                                                           |
| 1955 | 77 | L'abella reina (Queen Bee)                                        | Eva Phillips                            |                                                                                           |
| 1956 | 78 | Autumn Leaves                                                     | Millicent Wetherby                      |                                                                                           |
| 1957 | 79 | La història d'Esther Costello (The Story of Esther Costello)      | Margaret Landi                          |                                                                                           |
| 1959 | 80 | The Best of Everything                                            | Amanda Farrow                           |                                                                                           |
| 1962 | 81 | Què se n'ha fet, de Baby Jane? (What Ever Happened to Baby Jane?) | Blanche Hudson                          | Nominació − BAFTA a la millor actriu estrangera                                           |
| 1963 | 82 | The Caretakers                                                    | Lucretia Terry                          |                                                                                           |
| 1964 | 83 | Strait-Jacket                                                     | Lucy Harbin                             |                                                                                           |
| 1965 | 84 | Jugant amb la mort (I Saw What You Did)                           | Amy Nelson                              |                                                                                           |
| 1967 | 85 | Berserk!                                                          | Monica Rivers                           |                                                                                           |
| 1970 | 86 | Trog                                                              | Dr. Brockton                            |                                                                                           |